# Supercoppa italiana 2008 (pallacanestro maschile)
La Supercoppa italiana 2008, denominata per ragioni di sponsorizzazione TIM Supercoppa 2008, fu la 14ª supercoppa italiana di pallacanestro maschile.
Fu vinta, per la terza volta, dalla Mens Sana Siena per 108-72 sulla Scandone Avellino di Avellino.
Il titolo di MVP dell'incontro è stato assegnato al playmaker senese Terrell McIntyre.

## Formula
Il trofeo è stato assegnato in una gara unica, disputata al Palasport Mens Sana di Siena il 30 settembre 2008. Le squadre finaliste sono state quella dei campioni d'Italia in carica della Montepaschi Siena, e della Air Avellino detentrice della Coppa Italia.

## Tabellino
| Arbitri: | D'Este (Venezia) Pozzana Chiari (Ponzano Veneto) |

|             |            |            |
| McIntyre 16 | Punti      | 18 Warren  |
| Finley 4    | Assist     | 4 Warren   |
| Sato 6      | Rimbalzi   | 7 Williams |
| Pianigiani  | Allenatori | Markovski  |

## Verdetti
- MVP:  Terrell McIntyre